# Varanops
Varanops brevirostris
Genre
Espèce
Varanops est un genre éteint d'eupélycosaures de la famille des Varanopidae, il a vécu durant le Permien inférieur, et découvert au Texas et en Oklahoma aux États-Unis. 
Il a d'abord été nommé par Samuel Wendell Williston en 1911 comme une deuxième espèce de Varanosaurus, Varanosaurus brevirostris. En 1914, Samuel W. Williston l'a affecté au genre Varanops et l'espèce type, et seule espèce connue, est Varanops brevirostris.

## Découverte
V. brevirostris est connu à partir de l'holotype (référencé FMNH UC 644), un squelette presque complet et articulé à trois dimensions préservé comprenant un crâne et des mandibules presque complets. Il a été recueilli dans le site Indian Creek, 35 (= Cacops aspidephorus bonebed), de la formation d'Arroyo du groupe de Fork Effacer, dans le comté de Baylor au Texas, datant du début du Kungurien, il y a environ 279,5 à 272,5 millions d'années.

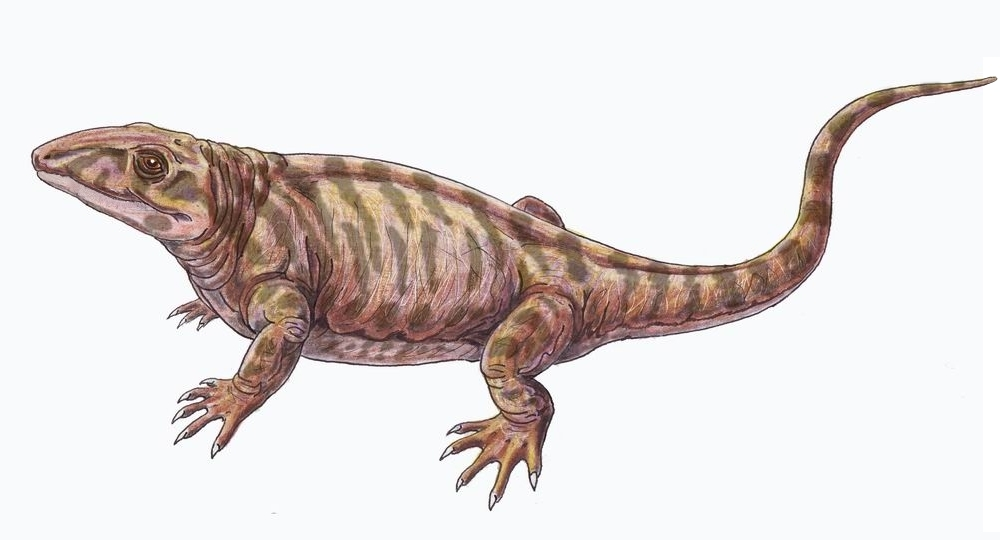
Reconstitution par Dimitri Bogdanov.
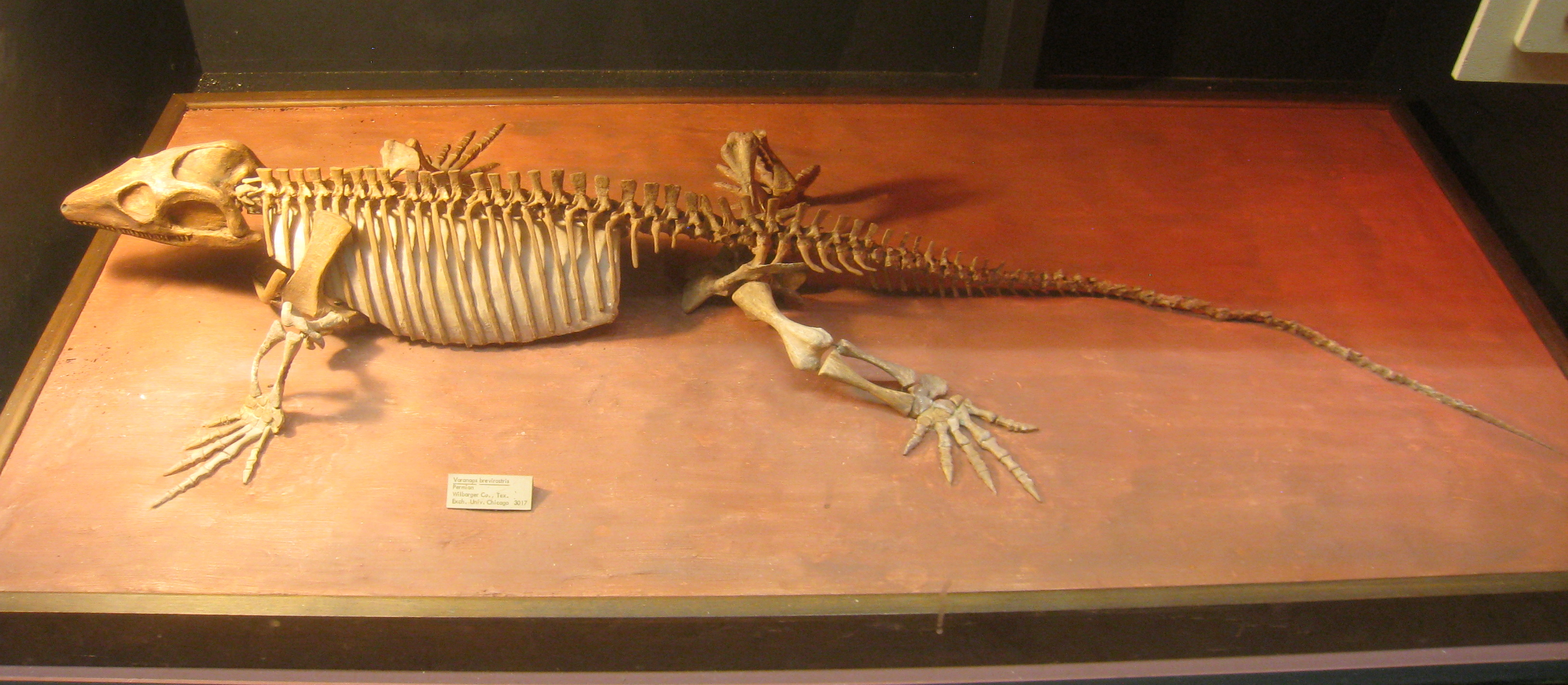
Squelette de Varanops brevirostris dans un musée au Michigan.

## Description
Varanops était un grand pélycosaure, de la taille des genres Varanus modernes. Il mesurait environ 1,2 m de longueur et avait de gros membres et des dents pointues et courbées vers l'arrière. C'était l'un des nombreux prédateurs agiles et voraces parmi les pélycosaures.

## Classification
Varanops est le genre type de la famille des Varanopidae. L'analyse cladistique réalisée par Nicolás E. Campione et Robert R. Reisz en 2010 suggère que Varanops est un Varanodon évolué, groupe frère du clade formé par Varanodon et Watongia.